# 장군총

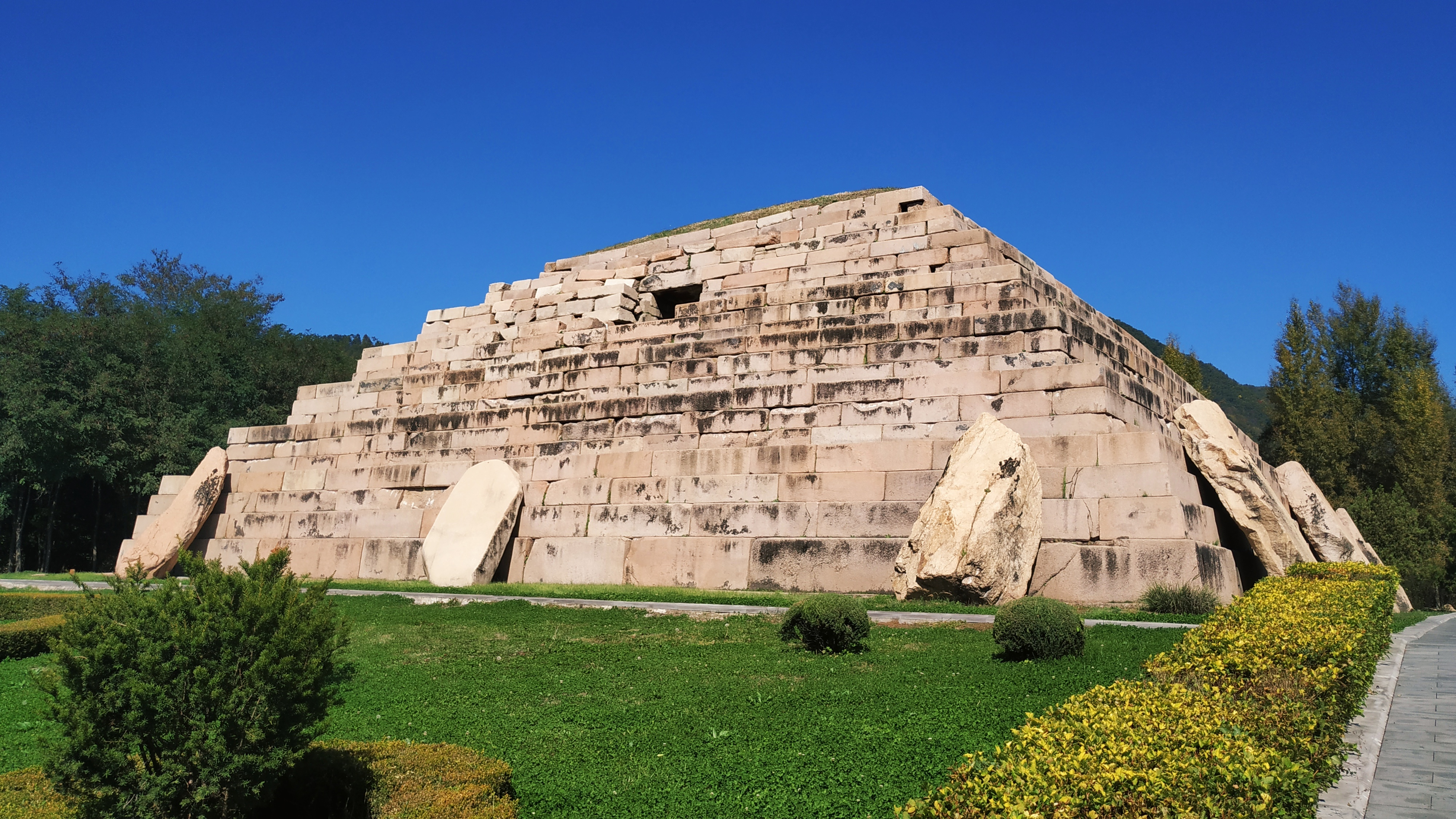
장군총

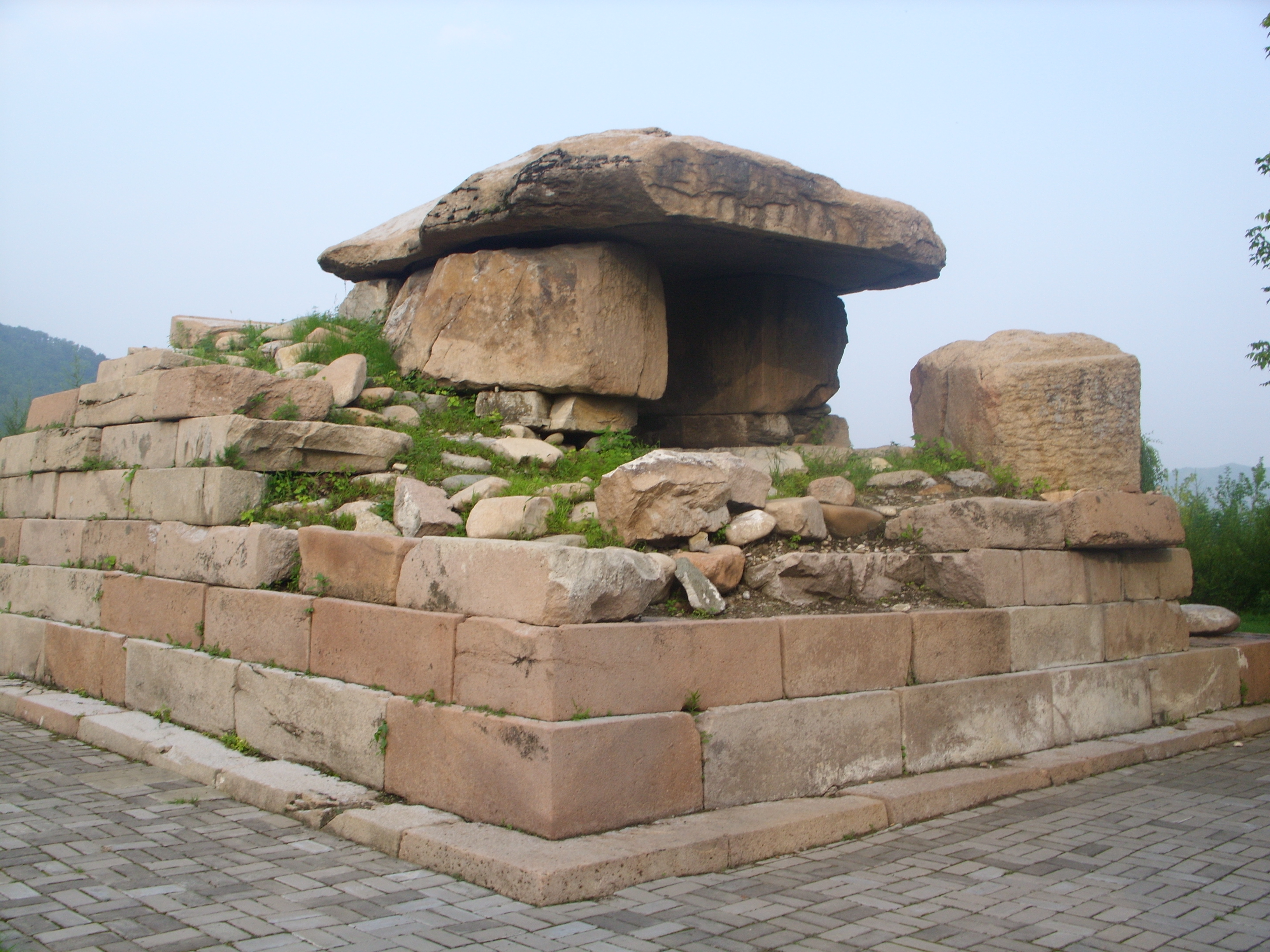

장군총(將軍塚)은 중국 지린성 퉁화시 지안시集安市, 집안시 퉁구通溝의 토구자산土口子山 중허리에 있는 고구려 시대의 돌무덤石塚, 석총으로서, 현재 가장 완벽한 형태를 유지하고 있는 돌무지무덤이다. 산 아래에 광개토왕릉비가 있다. 고구려의 제20대 태왕인 장수왕의 무덤, 혹은 그 부왕인 광개토대왕의 무덤으로 추정된다.
무덤은 총 7층의 단계식 피라미드로 이루어져 있고, 평면은 장방형으로서 한 변의 길이는 31.5~33미터이며, 무덤의 높이는 현재 14미터로 아파트 5층 높이에 달한다. 기단(基壇)의 무덤 둘레로 한 변에 세 개씩 호석(護石)이라 하는 적석 밀림 방지석이 배치되어 있는데, 분실되었는지 오직 동변만 가운데 호석 없이 두 개뿐이다.
정부(頂部)는 만두형(饅頭形)을 하고 상단부에 1열의 구멍이 있어 정상에 건축물이 있었음을 보여준다. 그 안쪽에는 향당이라 불리는 사당이 있었으리라 추정했지만, 무덤 동쪽에 초대형 제단이 발견됨으로써 현재는 불탑이나 비석이 서 있었을 것으로 보는 추세이다.
안팎 전부를 화강석으로 쌓아올린 석축릉으로 구조가 정연하고 규모가 매우 장대하다. 이 묘는 일찍이 도굴당한 듯하여 아무런 부장품이 남아 있지 않으며, 축석분으로서 거의 안전한 모양을 갖추고 있는 유일한 것이며, 중국에서도 볼 수 없는 독특한 양식이다.
내부 구조를 살펴보면, 묘실은 횡혈식으로 벽화가 그려졌던 흔적이 있으나 지금은 남아 있지 않다. 석실의 위치는 높고 밑으로부터 3단째 단을 상(床)으로 하고 있다. 최상단의 상면(上面)과 거의 같은 높이에 장방형의 거대한 1매의 천정석이 있으며, 연도(羨道)는 서남방으로 있으며 천장은 큰 돌 3매로 되어 있다. 현실의 4벽은 6단으로 쌓고 각 벽의 위에는 굵고 모진 기둥을 옆으로 높여서 천정석으로 받치고 있다. 현실의 크기는 가로·세로의 높이가 모두 5미터 이상이며 상(床)으로 오기(基)의 관대(棺臺)가 있으며, 기단의 4주에는 넓이 4미터의 돌을 두르고 자갈로 채워져 있다. 4벽과 천장에는 본래 칠을 하였으며 벽화가 있었던 흔적이 보이나 지금은 전부 박락(剝落)되고 없다. 각 층의 외부에는 기와로 덮었던 것으로 생각된다.

## 같이 보기
- 광개토왕릉비